# Рожджали (Великопольське воєводство)
Рожджали (пол. Rożdżały) — село в Польщі, у гміні Опатувек Каліського повіту Великопольського воєводства.
Населення — 210 осіб (2011).
У 1975-1998 роках село належало до Каліського воєводства.

## Демографія
Демографічна структура станом на 31 березня 2011 року:
|          | Загалом | Допрацездатний вік | Працездатний вік | Постпрацездатний вік |
| -------- | ------- | ------------------ | ---------------- | -------------------- |
| Чоловіки | 103     | 21                 | 75               | 7                    |
| Жінки    | 107     | 23                 | 66               | 18                   |
| Разом    | 210     | 44                 | 141              | 25                   |